# Teatro Teletón
El Teatro Teletón (originalmente Teatro Casino Las Vegas) es un teatro de la ciudad de Santiago de Chile, propiedad de la Fundación Teletón Chile. Está ubicado en las calles Mario Kreutzberger, casi esquina con San Martín, cercano a la estación de Metro Santa Ana, y a un costado de la Autopista Central.
Es famoso por ser el lugar desde donde se realiza la transmisión continua del evento de la Fundación Teletón, que desde 1978 consistía en 27 horas en vivo desde el teatro, pero que en 1995 se redujo a 23 horas pues la última parte del espectáculo comenzó a realizarse desde el Estadio Nacional en Ñuñoa.
En 2008, la entonces presidenta de Chile Michelle Bachelet se comprometió a levantar un nuevo teatro en el marco del Bicentenario de Chile.

## Historia

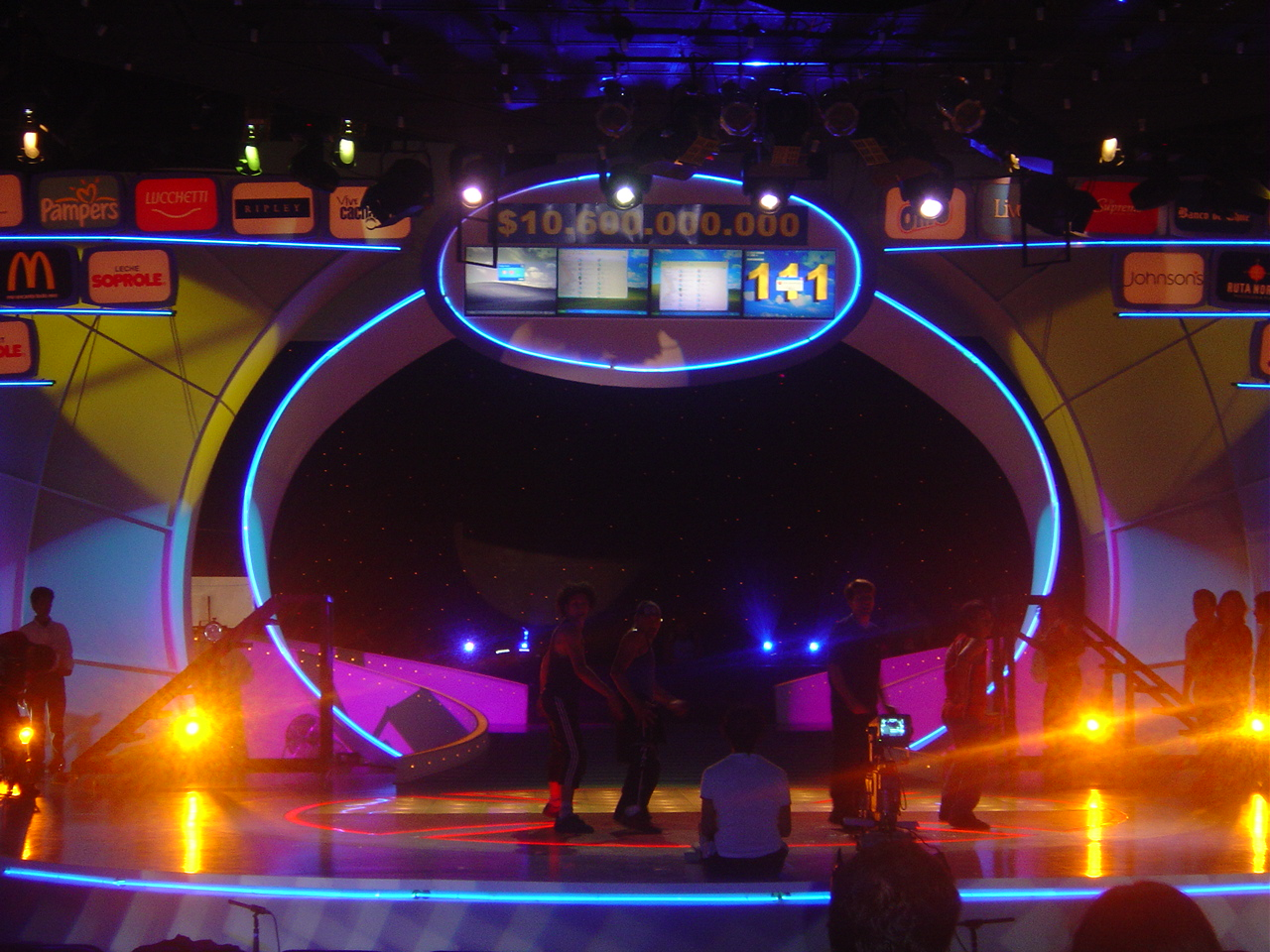
Escenario del Teatro Teletón en la Teletón 2004.

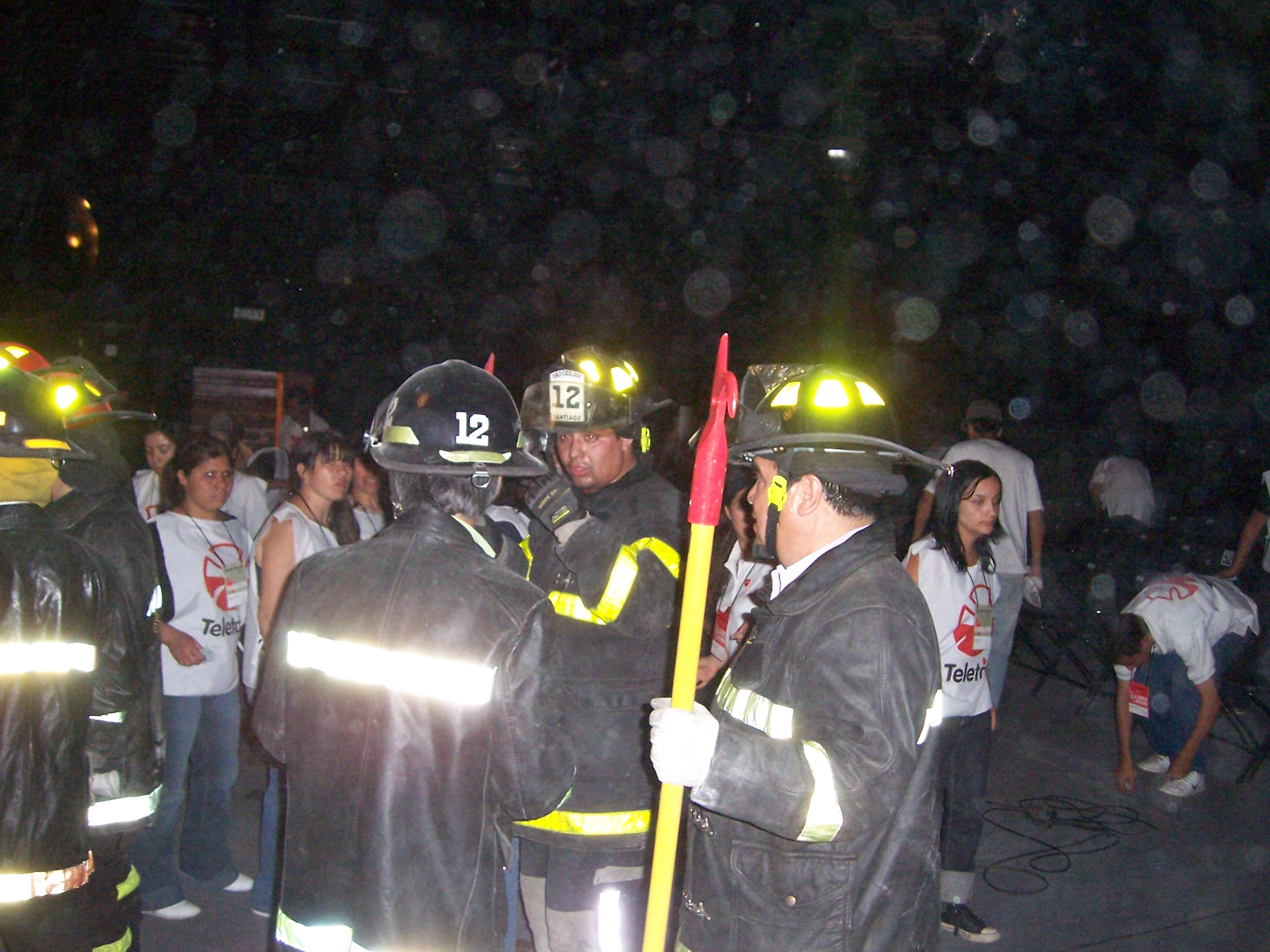
Amago de incendio en el Teatro Teletón en 2007.

El 14 de abril de 1978, el empresario artístico José Aravena Rojas inaugura el Teatro Casino Las Vegas, inspirado en los centros de entretenimientos existentes en dicha ciudad norteamericana. El teatro fue construido en la calle Rosas, en la comuna de Santiago Centro. Ese mismo año, el 8 de diciembre, el teatro es utilizado para una campaña solidaria a favor de la Sociedad Pro-Ayuda al Niño Lisiado, que fue transmitida en vivo, en directo, en color, y a nivel nacional por 27 horas por todos los canales de la televisión chilena, llamada Teletón.
La cartelera del Teatro Casino Las Vegas se caracterizó por estrenar comedias musicales como El violinista en el tejado, El diluvio que viene y Amor sin barreras con elencos nacionales que tuvieron largas permanencias.
Finalmente la Fundación Teletón compraría el recinto en 1986, siendo renombrado como Teatro Teletón. Asimismo, el tramo de la calle Rosas donde se emplaza, fue renombrado en 2002 como calle Mario Kreutzberger, en honor al animador de televisión e impulsor de la campaña Teletón.
Durante el desarrollo del evento televisivo de los años 2007 y 2008, respectivamente, se vivieron amagos de incendio en el teatro, lo que levantó las alarmas sobre la necesidad de un nuevo edificio. El 28 de noviembre de 2008, en la inauguración de la Teletón 2008, la Presidenta de Chile Michelle Bachelet se comprometió a iniciar las gestiones para la construcción de un nuevo teatro, bajo la categoría de obra Bicentenario.

El año pasado, cuando estuvimos acá, poquito antes de iniciar, hubo un amago de incendio y recién, hace pocos días, también. Es por eso que otro compromiso que hemos adoptado es reconstruir este teatro como una meta Bicentenario, para que la Teletón pueda seguir teniendo un lugar como corresponde, más moderno, adecuado y que además, también en acuerdo con la Fundación, pueda tener un uso artístico-cultural que sea muy bueno para todos los chilenos y chilenas.
Michelle Bachelet, 28 de noviembre de 2008.

Entre octubre de 2013 e inicios de 2014 se hicieron mejoras en el escenario y en las butacas del recinto, reemplazando las existentes por nuevas de material no inflamable.

### Construcción del nuevo teatro
En 2009 se iniciaron las obras para la construcción de un nuevo Teatro Teletón, una moderna obra de 24 000 metros cuadrados construidos, que incluye un teatro con capacidad para 2000 butacas (inspirado en el Teatro Dolby), un centro de convenciones, y estacionamientos subterráneos. Será uno de los teatros más grandes de Chile para su finalización, junto con el Centro Cultural Gabriela Mistral (ex Edificio Diego Portales). La primera piedra del nuevo Centro Artístico Cultural y de Convenciones Teletón fue puesta por Michelle Bachelet y Don Francisco el 29 de abril de 2009.
Tras el terremoto de 2010 y el cambio de gobierno, donde asumió Sebastián Piñera, las obras quedaron paralizadas en mayo de 2010 y el proyecto fue puesto en duda por su rentabilidad social. En julio de 2010, Piñera, Kreutzberger y empresarios se reunieron para redefinir el proyecto, el cual disminuiría su presupuesto en un 20 % y pasaría a llamarse "Teatro Nacional de las Artes". Desde fines de 2013, la obra gruesa está paralizada.

## Otros usos
El recinto, con capacidad para aproximadamente 1250 butacas, ha sido utilizado para diversas presentaciones artísticas y musicales, como algunas "galas" del programa Rojo Fama Contrafama, entregas del Premio APES, shows artísticos, la filmación de la película Rojo, la película, y sede de eventos de lucha libre chilena.
El 3 de diciembre de 2005, la banda nacional Los Bunkers realizó un concierto en el Teatro Teletón, en el que presentaron su disco Vida de perros. Terminó siendo su primer lanzamiento en video, bajo el nombre de En vivo.
Algunos conciertos, tanto de bandas como solistas, nacionales e internacionales, de variados estilos de los que destacan:
- Abraham Pérez (2016)[11]
- Before Breathing (2024 y 2025)
- A Day to Remember (2011)
- A.N.I.M.A.L. (2019)
- Aimee Mann (2004, 2007)
- Alan Parsons (2005)
- Alectrofobia (2019)
- Aleste (2010)
- Américo (2009-10)
- Amon Amarth (2012)
- Amorphis (2009)
- Angra (2011)
- Animal Collective (2018)
- Anitta (2019)
- Arch Enemy (2007)
- Architects (2012)
- As I Lay Dying (2011)
- Ases Falsos (2018)
- Asia (2007)
- Attaque 77 (2011)
- Backyard Babies (2018)
- Barry White (1979)
- Brujería (2012, 2017)
- Camilo Sesto (1980)
- Cannibal Corpse (2011)
- Caramelos de Cianuro (2017)
- Chancho en Piedra (2010, 2016)
- Children of Bodom (2009)
- Chuck Berry (1980)
- Criminal (2017)
- Cut Copy (2018)
- Dark Tranquility (2010)
- Datarock (2011)
- De Saloon (2009)
- Diamante Eléctrico (2017)
- Diego el Cigala (2018)
- Dimmu Borgir (2012)
- Divididos (2006-07)
- Dorso (2009, 2012)
- Dulce María (2015)
- El Cruce (2008, 2011)
- Eric Martin (2007)
- Escape the Fate (2012)
- Eterna Inocencia (2019)
- Fall Out Boy (2008)
- Fear Factory (2009)
- Fito Páez (2005)
- Funeral for a Friend (2008)
- Gepe (2017)
- Grace Jones (1980)
- Green Valley (2019)
- Haken (2019)
- Heaven Shall Burn (2011)
- Helloween (2011)
- Hielo Negro (2011)
- Iced Earth (2012)
- Illapu (2017)
- Inquisición (2009)
- Inti-Illimani (2018)
- Ismael Serrano (2011)
- J. Tillman (2018)
- Joe Vasconcellos (2002)
- John Garcia (2017)
- Kamelot (2011)
- Karol Sevilla (2018)
- Kreator (2010)
- Kuervos del Sur (2017)
- La Beriso (2017)
- Lacrimosa (2009-10)
- Lacuna Coil (2010)
- Lali (2017)
- Lamb of God (2010)
- Les Luthiers (1997)
- Living Colour (2009)
- Los Bunkers (2005)
- Los Jaivas (1988, 2017)
- Luciano Pereyra (2019)
- Lucybell (2008)
- Mandrácula (2017)
- Manuel García (2010, 2016)
- Melanie Martinez (2023)
- Michael Angelo Batio (2007)
- Moonspell (2009)
- Morbid Angel (2005, 2011)
- Miyavi (2008-09)
- Mr. Big (2011)
- Neal Morse (2017)
- Nehemias Marchant (2016)[11]
- Nervosa (2017)
- No Te Va Gustar (2015)
- Overkill (2010, 2019)
- Pablo Milanés (2018)
- Paul Gilbert (2005, 2007)
- Pedro Aznar (2017)
- Protest the Hero (2012)
- Queensrÿche (2008)
- Rata Blanca (2019)
- Rescate (2016)[11]
- Richie Kotzen (2007)
- Ride (2019)
- Rockalipsis (2016)[11]
- Saiko (2007)
- Salvatore Adamo (2003)
- Sinergia (2007, 2019)
- Skid Row (2009)
- Soda Stereo (1996)
- Soziedad Alkoholika (2019)
- SPYAIR (2018)
- Steve Vai (1997)
- Stratovarius (2011)
- Suicide Silence (2011)
- Taking Back Sunday (2012)
- Tarja Turunen (2011)
- Tenemos Explosivos (2017)
- The Black Dahlia Murder (2011)
- The Devil Wears Prada (2012)
- The Ganjas (2019)
- The Kooks (2018)
- The Magic Numbers (2007)
- The Ting Tings (2012)
- Theatre of Tragedy (2010)
- Tiamat (2009)
- Tove Lo (2023)
- Underoath (2012)
- Vanesa Martín (2019)
- Venom (2017)
- Versailles (2010, 2017)
- Vicentico (2019)
- Vista Chino (2011)
- Volbeat (2018)
- Wayne Shorter (2005)
- We the Kings (2012)
- Weichafe (2017)
- Whitechapel (2012)
- Wild Nothing (2019)
- Yajaira (2011)
- Years & Years (2019)
- Zucchero (2012)